# 眼環蝶屬
眼環蝶屬是閃蝶亞科環蝶族中的一個屬，分佈於東南亞至澳大利亞一帶，主要在新畿內亞和周圍島嶼。翅膀以白色或灰白色為主，臀角淡黃色，配上明顯的眼斑。寄主植物為蘇鐵。眼環蝶屬的物種被其他蝴蝶擬態（貝氏擬態），包括狼環蝶屬（Hyantis）、眉眼蝶屬（Mycalesis）、慧眼蝶屬（Hypocysta）、鋸眼蝶屬（Elymnias）及斑蛺蝶屬（Hypolimnas）。

## 物種
- 伊眼環蝶（Taenaris alocus）
- 雅眼環蝶（Taenaris artemis）
  - 斯氏眼環蝶（T. a. staudingeri）
- 雙眼環蝶（Taenaris bioculatus）
- 重瞳眼環蝶（Taenaris butleri）
- 開眼環蝶（Taenaris catops）
- 貓眼環蝶（Taenaris chionides）
- 圓眼環蝶（Taenaris cyclops）
- 珍眼環蝶（Taenaris diana）
- 帶眼環蝶（Taenaris dimona）
- 迪眼環蝶（Taenaris dina）
- 雕眼環蝶（Taenaris dioptrica）
- 多眼環蝶（Taenaris domitilla）
- 溝谷眼環蝶（Taenaris gorgo）
- 宏眼環蝶（Taenaris honrathi）
- 霍眼環蝶（Taenaris horsfieldii）
- 海眼環蝶（Taenaris hyperbolus）
- 大眼環蝶（Taenaris macrops）
- 霾眼環蝶（Taenaris mailua）
- 山眼環蝶（Taenaris montana）
- 木眼環蝶（Taenaris myops）
- 雪眼環蝶（Taenaris nivescens）
- 鷗眼環蝶（Taenaris onolaus）
- 福眼環蝶（Taenaris phorcas）
- 鉤翅環蝶（Taenaris schoenbergi）
- 暈眼環蝶（Taenaris scylla）
- 西冷眼環蝶（Taenaris selene）
- 巨眼環蝶（Taenaris urania）